# 音響顕微鏡法
音響顕微鏡法（おんきょうけんびきょうほう、Acoustic microscopy）は音波を利用する顕微鏡法。

## 概要
音波の中でも特に超音波を使用しており、複数の方式がある。

## 超音波顕微鏡
超音波顕微鏡には複数の方式があり、何れも超音波を利用して微細組織を可視化する顕微鏡。染色が不要で生体組織を生きた状態で観察できる。半導体の非破壊検査にも使用される。

### 超音波フォトニック局所プローブ顕微鏡
試料に断続光を照射して同時に超音波振動を励起することにより、試料が光に対する反応が超音波振動によって変調され、新たな信号が生じるので、この信号を従来の原子間力顕微鏡や近接場光学顕微鏡によって検出することで、時間分解能と空間分解能が同時に得られる。時間分解能は光および超音波の周波数に依存する。

## 光音響顕微鏡
光音響効果を利用する顕微鏡で光を試料に照射して発生する音響波によって画像を取得する。

## トンネル音響顕微鏡
トンネル音響顕微鏡とは圧電変換素子を探針に備えた走査型トンネル顕微鏡で試料に歪を発生させて変調を加えることで試料に超音波を発生させ、検出することにより、超音波源となった作用及び超音波の伝播経路の情報を得る手法。

## 音響インピーダンス顕微鏡
音響インピーダンス顕微鏡とは超音波の試料内での伝播特性の差異を利用して画像化する顕微鏡。可視光領域では差異の乏しい生体組織を無染色で可視化できる。

## 用途
- 生体組織や材料の内部構造の観察